# Suances
Suances est une ville d'Espagne située en Cantabrie, à 31 km de Santander, la capitale régionale.
À l'époque romaine, elle était connue sous le nom de Portus Blendium.
Le 16 juillet, jour de Nuestra Señora del Carmen, une procession religieuse parcours les rues de la localité. Les bateaux des pêcheurs sont décorés de milliers de fleurs et la procession se poursuit alors sur la mer.

## Sports

### Arrivées duTour d'Espagne
- 2008 : 12e étape remportée par Paolo Bettini
- 2020 : 10e étape remportée par Primož Roglič

## Jumelages
- Bassens